# Emil Ludwig
Emil Ludwig, pseudônimo de Emil Cohn (25 de janeiro de 1881 - 17 de setembro de 1948), foi um escritor de ascendência judaica, entre os mais assinalados historiadores alemães. Ludwig acredita, como Carlyle, que os povos não têm missões e que a grande história sempre é criação das grandes individualidades. Ele viu na democracia checoslovaca de Masaryk, a melhor governança de seu tempo. Grande europeísta, Ludwig também escreveu o texto de uma nova constituição europeia.

## Seleção de obras traduzidas
- Colóquios  com Mussolini(Pôrto Alegre, Globo ed., 1932)
- Beethoven (Aster Editora, 4ed. 1978)
- Goethe, História de um Homem (Porto Alegre, Globo ed., 1949)
- Napoleão (Circulo de Leitores Editora , 1974)
- O Mediterrâneo: destino de um oceano, obra prima (Rio de Janeiro, Olympio ed. , 1933).
- O Nilo, a História de um Rio (Pôrto Alegre, Globo ed., 1937).
- Der entzauberte Freud (ed. br: "Freud desmascarado", Rio de Janeiro, Olympio ed.,1948).
- Otelo